# Kovalcsik Ildikó
Kovalcsik Ildikó Magdolna (Budapest, 1976. május 20. –) műsorvezető. Beceneve, a Lilu az Ötödik elem című filmből ered, amelyben az egyik főszereplő (Milla Jovovich) alakítja Leeloo karakterét.

## Életpályája
Budapesten a PPKE JÁK hallgatója volt, amikor 1999-ben Lilu néven megkezdte a televíziós pályafutását. Először az 1997-ben indult Z+ zenetévé (2001-2017 között: VIVA) műsorvezetője volt, majd az RTL Klub Való Világ című valóságshow-ját vezette a harmadik szezontól. Többek között a Rettegés foka vezetése mellett a Danubius Rádió reggeli műsorában is szerepelt. Évente látható Az Ország Tesztje és a Dominónap háziasszonyaként. 2006-tól pedig az RTL Klub Reggeli című műsorát vezeti.

## Családja
Édesanyja, Kovalcsik Péterné, Bátori Krisztina hegymászó, aki járt a Déli- és az Északi-sarkon is. Édesapja Kovalcsik Péter egykori sokszoros válogatott jégkorong kapus. Lilu első férje Varga Zsolt válogatott vízilabdázó volt. Második férjével, Árva Lászlóval a Rettegés foka című műsor forgatásán ismerkedett meg, ahol a férfi operatőrként dolgozott. Fiuk Dávid, 2009 augusztusában született. Második fia Félix, 2019 áprilisában született.

## Műsorai

### Z+ / VIVA
- Etalon (1999-2002)
- Hazai pálya (1999)
- Mizújs? (1999-2002)
- Premier Pláne (2002-2003)
- Pepsi GenerationNexxt, a Z+ sikerlistája Liluval
- VIVA Comet díjátadó (2008)

### RTL Klub / RTL Magyarország
- Való Világ 3 (2003)
- Az Ország Tesztje (2004)
- A rettegés foka (2005)
- Reggeli (2006–2012)
- Celeb vagyok, ments ki innen! (2008)
- Dominónap (2004–2009)
- Való Világ 4 (2010–2011)
- Való Világ 5 (2011–2012)
- Csillag születik (2012)
- Házasodna a gazda (2012)
- Szombat esti láz (2013)
- X-Faktor (2013)
- Való Világ 6 (2014)
- Való Világ 7 (2014-2015)
- Celeb vagyok, beszéljük meg! (2014)
- Keresem a családom (2015-2018)
- Cápák között (2019-)

## Íróként
- 2013-ban a  blogot indított a cosmopolitan.hu Archiválva 2019. február 27-i dátummal a Wayback Machine-ben oldalon, Trender Archiválva 2019. január 29-i dátummal a Wayback Machine-ben címmel. Lilu megosztja tapasztalatait az olvasókkal és tanácsokat ad, legyen szó a legújabb szépségápolási termékekről, divathírekről, aktuális trendekről.
- 2015 tavaszán a Nők Lapja Cafén indított állandó rovatot Sztármustra Liluval címmel. Az oldal olvasóival megosztja legjobb divattippjeit, megmutatja, hogyan öltöznek a sztárok a nagyvilágban, milyen ruhákat viselnek a gálákon, hogy néznek ki, amikor vásárolnak, vagy csak egy kapucsínóra ugranak be egy kávézóba. Megmutatja, mi lesz a menő a következő szezonban, tippeket ad, hogy mit és hogyan viseljenek a rovat követői, és azt is elárulja, hol szerezhetik be a legjobb darabokat.